# Туктубаев, Урмаш
Урмаш Туктубаев (1917—1944) — младший сержант Рабоче-крестьянской Красной Армии, участник Великой Отечественной войны, Герой Советского Союза (1945).

## Биография
Урмаш Туктубаев родился 17 ноября 1917 года в кишлаке Сарыой (ныне — Казалинский район Кызылординской области Казахстана). После окончания пяти классов школы работал в колхозе. В 1938—1940 годах проходил службу в Рабоче-крестьянской Красной Армии. В 1941 году Туктубаев повторно был призван в армию. С октября того же года — на фронтах Великой Отечественной войны.
К июлю 1944 года младший сержант Урмаш Туктубаев командовал пулемётным отделением 1280-го стрелкового полка 391-й стрелковой дивизии 3-й ударной армии 2-го Прибалтийского фронта. Участвовал в сражениях на территории Латвийской ССР. 20 июля 1944 года в районе деревни Перели Лудзенского района Туктубаев пулемётным огнём отражал немецкие контратаки, сумев удержаться на позиции. В том бою он погиб. Похоронен в деревне Нирза Лудзенского района Латвии.
Указом Президиума Верховного Совета СССР от 24 марта 1945 года младший сержант Урмаш Туктубаев посмертно был удостоен высокого звания Героя Советского Союза. Также был награждён орденами Ленина и Красной Звезды.
В честь Туктубаева названы улица в Казалинске, школа на его родине, установлен памятник на родине.